# Gudaföderskans kyrka, Kovačevo
Gudaföderskans kyrka (serbisk kyrilliska: Богородичина црква; latinska: Bogorodičina crkva) är en serbisk-ortodox kyrkobyggnad belägen i byn Kovačevo, cirka 15 km nordväst om staden Novi Pazar i sydvästra Serbien.
Kyrkan är helgad åt Jungfru Maria (Guds moder) och tillhör Raškas och Prizrens stift.

## Historik
Gudaföderskans kyrka i Kovačevo byggdes någonstans mellan 1500- och 1600-talet.

## Kyrkan

### Exteriör
- Kyrkan är på utsidan 5,6 m bred och 9,4 m lång.[1]
- Ingången finns på den västra sidan. Dörren har storleken 78 cm x 167 cm.[1]

### Interiör
- Interiören är ett enkelt rektangulärt långhus.[1]
- Golvet är gjort av huggen sten.[1]
- Altaret består av en enkel stenplatta.[1]
- Väggarna är 75-78 cm breda.[1]